# 黒田騒動
黒田騒動（くろだそうどう）は、江戸時代前期に福岡藩で発生したお家騒動。栗山大膳事件（くりやまだいぜんじけん）ともいう。伊達騒動、加賀騒動または仙石騒動とともに三大お家騒動と呼ばれる。他の御家騒動では処分時に死者が出ているが、黒田騒動ではお預けなどはあったものの、死者は出なかった。

## 経緯
黒田長政は世継ぎ継承にあたり長男・忠之の狭器と粗暴な性格を憂い、三男の長興に家督を譲ると決めて忠之に書状を送る。書状には2000石の田地で百姓をするか、1万両を与えるから関西で商人になるか、1000石の知行で一寺建立して僧侶になるかと非常に厳しいものであった。これに後見役の栗山大膳は、辱めを受けるのなら切腹をとの対応を忠之に勧める。そして600石以上2000石未満の藩士の嫡子たちを集め、長政に対して廃嫡を取りやめなければ全員切腹すると血判状をとった。この事態を重く見た長政は嘆願を受け入れ、大膳を後見役に頼んだ後に死去した。そこで大膳は忠之に諌書を送ったが、これが飲酒の心得や早寝早起きなど子供を諭すような内容だったため、忠之は大膳に対し立腹し、次第に距離を置くようになる。忠之は寛永元年（1624年）に藩主就任早々、忠之およびその側近と、筆頭家老であった大膳はじめ宿老達との間に軋轢を生じさせ、生前の長政が憂いていたとおりに御家騒動へと発展した。忠之は小姓から仕えていた倉八十太夫（名は正俊、または家頼）を側近として抱え、1万石の大身とした。そして十太夫に命じて豪華な大船「鳳凰丸」を建造。さらに200人の足軽を新規に雇い入れるなど、軍縮の時代にあってそれに逆行する暴政を行った。これにより遂に藩は幕府より咎めを受けるに至った。
大膳も寛永9年（1632年）6月、忠之が幕府転覆を狙っていると幕府に上訴した。藩側は「大膳は狂人である」との主張を行い、寛永10年（1633年）2月、将軍徳川家光が直々に裁いた結果、忠之の藩側の主張を認め、所領安堵の触れを出し、10年におよぶ抗争に幕を閉じた。大膳は騒動の責を負って陸奥盛岡藩預かりとなり、十太夫も高野山に追放された。なお、十太夫は島原の乱で黒田家に陣借りして鎮圧軍に従軍したが、さしたる戦功は挙げられず、黒田家復帰はならなかった。のち上方で死去したという。十太夫の孫・倉八宅兵衛に至り、ようやく再仕官を許されている。なお、この時に盛岡藩へ預かりとなった栗山大膳は、藩祖・黒田如水所用の兜も一緒に持参した。現在、もりおか歴史文化館に所蔵されている。

## 題材にした作品
江戸時代中期には江戸中村座などにて黒田騒動を題材にした歌舞伎が数多く上演された。最初は瀬川如皐作、外題『御伽譚博多新織』。のちに河竹黙阿弥により狂言『黒白論織分博多』として加筆集約化された。また幕末には合巻としては最長編である『しらぬひ譚』も歌舞伎化され、こちらも大好評を博した。
また、この事件を森鷗外が小説『栗山大膳』において、改易を危惧した大膳が黒田家を守るために尋問の場で訴えたとして脚色して描いている。十太夫は、島原の乱で一揆軍に加わり戦死したことになっている。滝口康彦の小説『主家滅ぶべし』では、利章は真面目で実直なものの、その忠義も独善的であるため主君と家中から疎まれてしまい、忠臣としての自身を保つために引き起こしたものとして描かれている。
1956年、東映で映画『黒田騒動』が公開されている。監督は内田吐夢、主演の栗山大膳役は片岡千恵蔵。
1965年、海音寺潮五郎が『列藩騒動録』を新潮社にて上梓、のち講談社で文庫化。
1971年、山田風太郎が短編『妖剣林田左文』で黒田騒動へとつながる事件を描いている。